# Pleschner von Eichstett

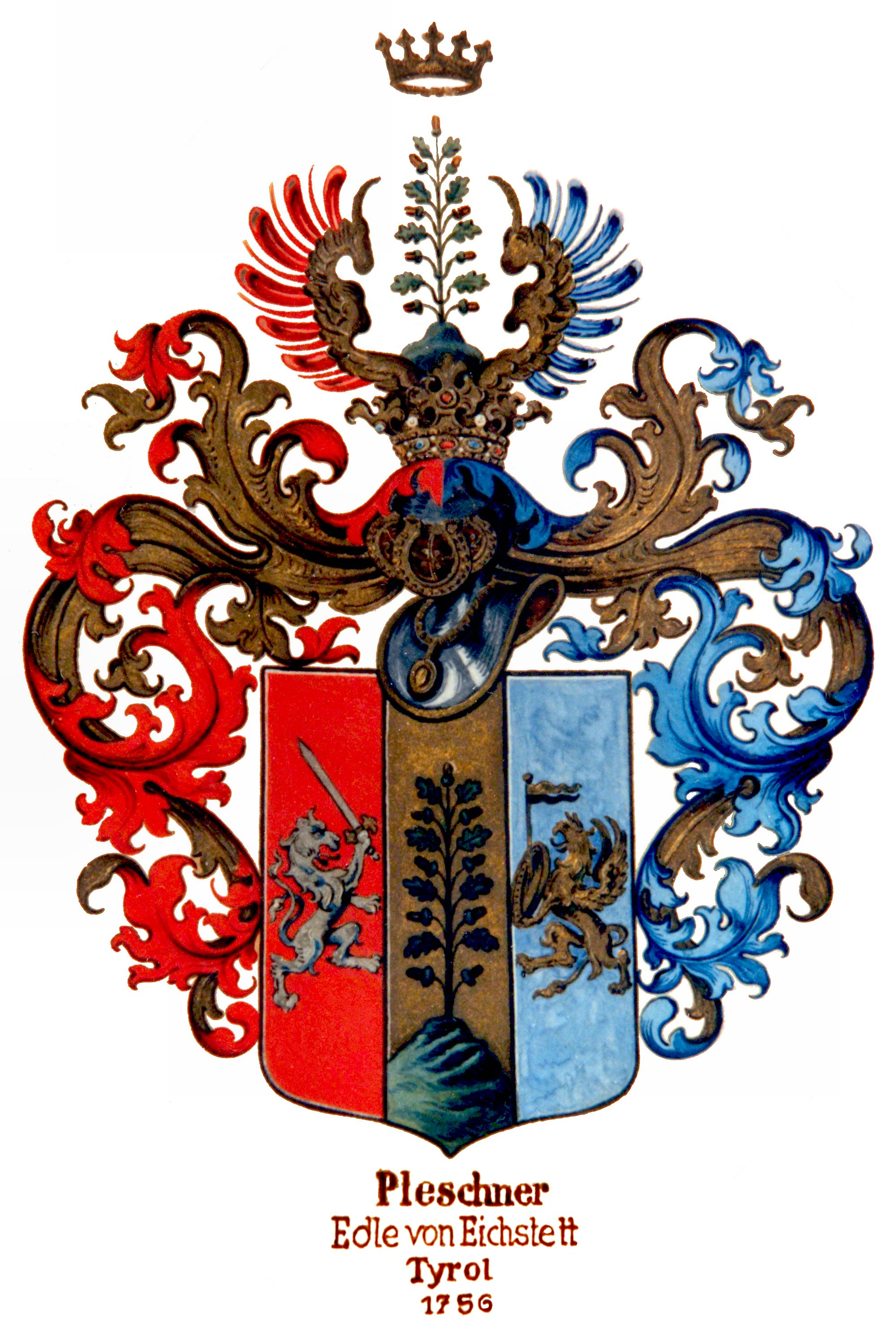
Wappen der Familie von Pleschner

Pleschner von Eichstett ist der Name einer österreichischen Adelsfamilie, die ursprünglich in Deutsch-Matrei in Tirol ansässig war und in der zweiten Hälfte des 18. Jahrhunderts nach Böhmen einwanderte.

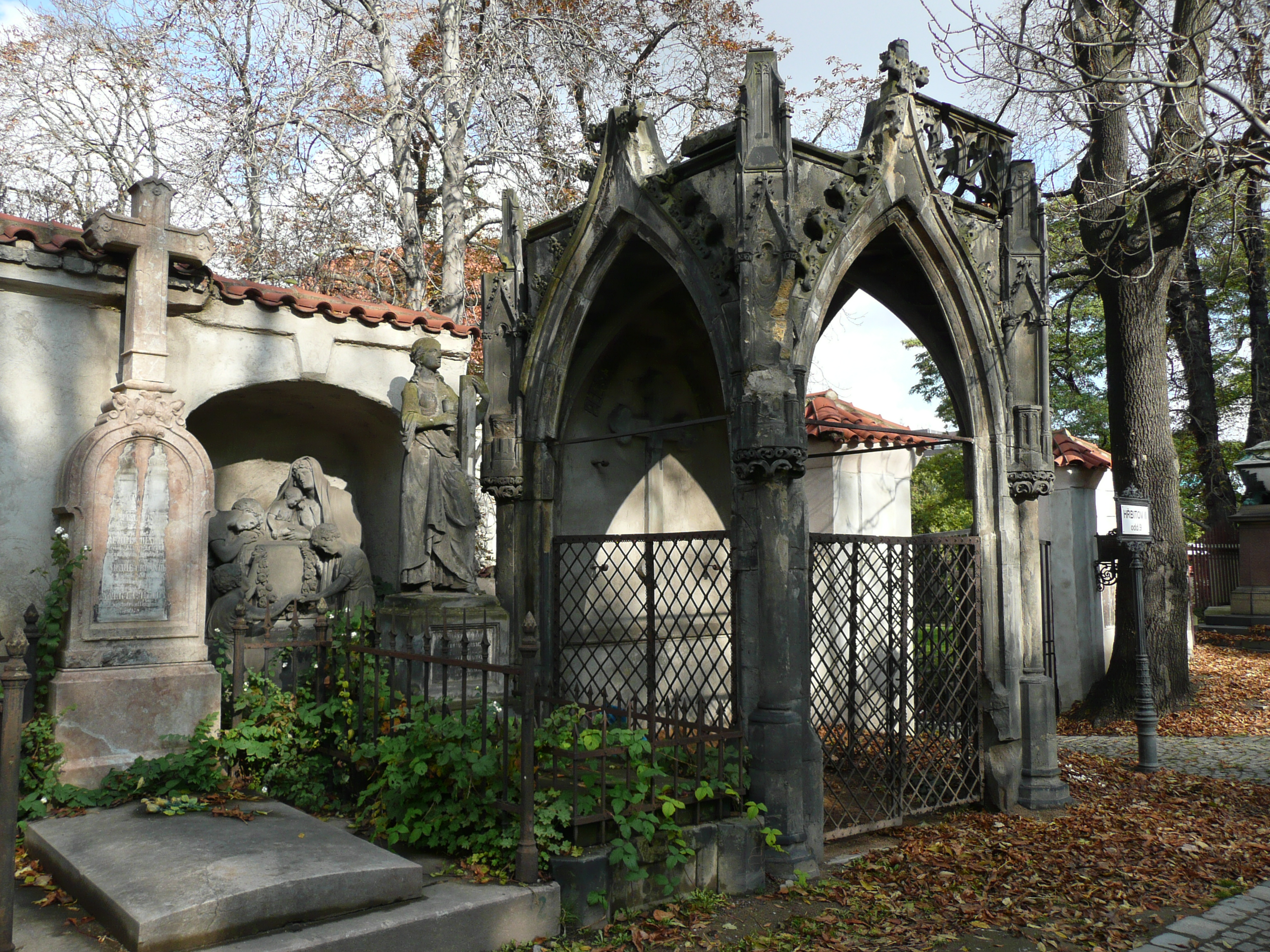
Rechts: Grab der Familie auf dem Friedhof Wolschan in Prag im neugotischen Stil

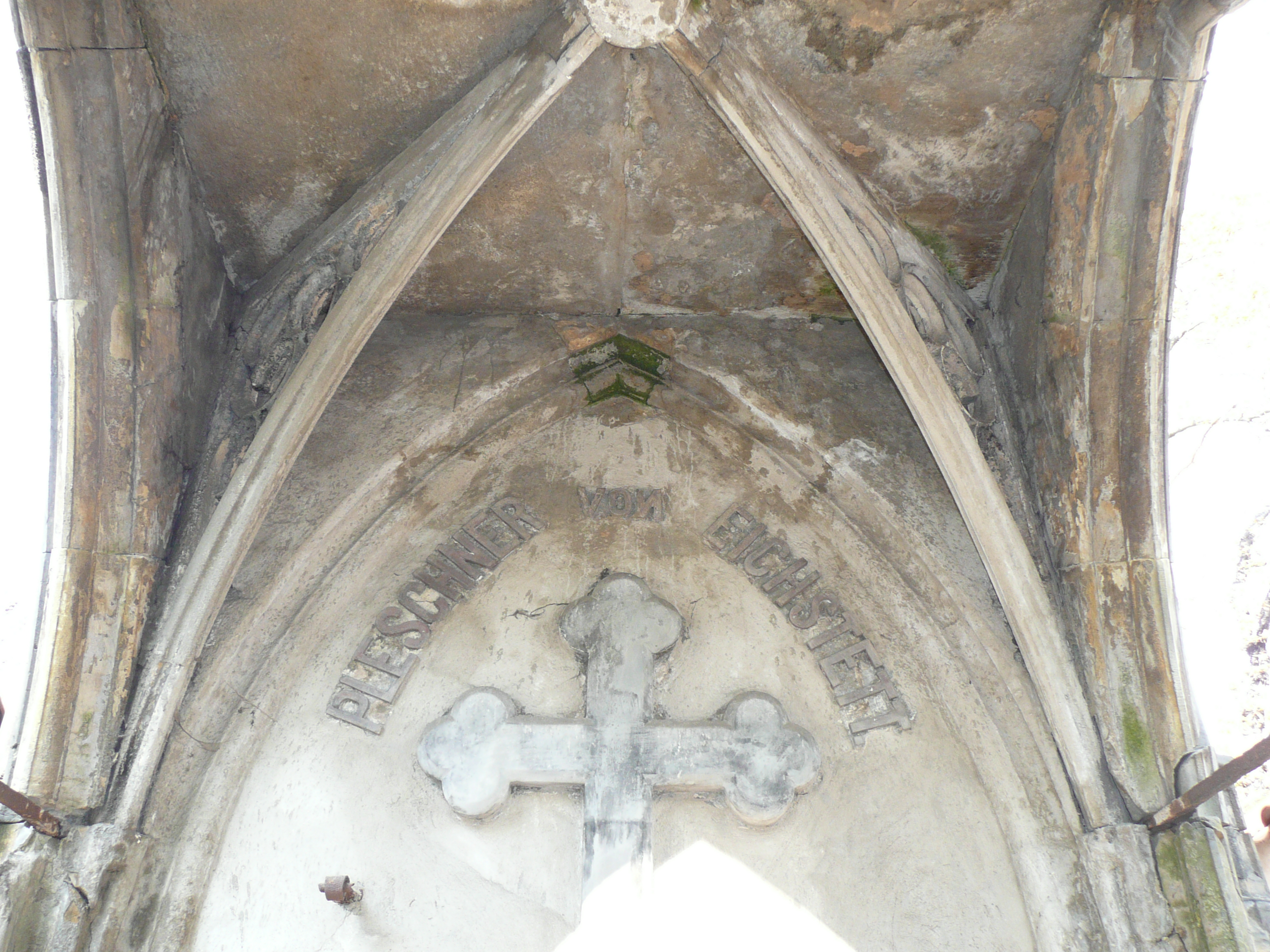
Detailaufnahme der oberen Rückwand

## Geschichte
Joseph Pleschner gründete am 14. Oktober 1796 in Prag seine Firma für „Spezerei-, Material- und Farbwaren, auch Landesprodukten, nebst Kommissions- und Spedizionsgeschäften“. Er war außerdem Inhaber einer k.k. priv. Zichorien-Kaffeefabrik.

## Adelserhebung
Erhebung in den österreichischen Adelsstand mit Namenszusatz „Edler von Eichstett“ durch Außerordentlichen Erlass am 13. März 1857 mit Diplom vom 3. Juni 1857 in Wien für Josephs Sohn Eduard Pleschner, damals Vorstand im Prager Handelsgremium.

## Wappen
Zweimal gespalten. Rechts in Rot einwärts gekehrt ein zweischwänziger silberner Löwe, in der rechten Vorderpranke ein blankes Schwert schwingend, mitten in Gold aus grünem Berge wachsend ein natürlicher Eichenzweig mit neun Eicheln zwischen acht Blättern. Links in Blau ein goldener Greif, einen kleinen goldenen Kahn mit eingespitztem, von Gold und Schwarz geteiltem Fähnlein an goldenem Schaft geneigt tragend. Auf dem Helm mit rechts rot-goldenen, links blau-goldenen Decken der Berg mit dem Eichenzweig zwischen offenem goldenen Fluge mit rechts roten, links blauen Schwungfedern.

## Namensträger
- August Pleschner von Eichstett (1843–1908), österreichischer Rechtsanwalt und Schriftsteller
- Eduard Pleschner von Eichstett (1812–1864), österreichischer Kaufmann und Gründer der Handelsakademie in Prag
- Bretislav Pleschner von Eichstätt (1841–1866), Kaufmann, 1861 Mitgründer des Corps Austria in Prag